# 6. marts
6. marts er dag 65 i året i den gregorianske kalender (dag 66 i skudår). Der er 300 dage tilbage af året.

### Begivenheder
Født - Dødsfald
- 1512 - Michelangelo fuldfører udsmykningen af Det Sixtinske Kapel.
- 1521 - Magellan opdager Guam.
- 1816 - Jøderne forvises fra fristaden Lübeck.
- 1821 - Den græske frihedskrig mod tyrkerne indledes.
- 1836 - Slaget ved Alamo: Efter 13 dages belejring af 3.000 mexicanske soldater nedkæmpes 189 Texas-frivillige i Alamo, og kun en håndfuld overlever.
- 1853 - Giuseppe Verdi's La Traviata har premiere i Venedig.
- 1888 - Danmark sætter kulderekord i marts med -27,0 °C målt ved Holbæk
- 1899 - Lægemidlet aspirin patenteres af medicinalfirmaet Bayer.
- 1902 - Fodboldklubben Real Madrid grundlægges.
- 1913 - Niels Bohr påbegynder sin første afhandling om atomets opbygning.
- 1915 - Den græske kong Konstantin 1. afskediger premierminister Venizelos.
- 1927 - Fritz Langs film Metropolis har premiere.
- 1930 - For første gang er frosne fødevarer til salg i USA.
- 1945 - Tyskernes sidste offensiv i krigen er et forsøg på forsvar af de ungarske oliefelter.
- 1953 - Georgij Malenkov efterfølger afdøde Josef Stalin som formand for Sovjetunionens ministerråd og som Førstesekretær for Sovjetunionens kommunistiske parti.
- 1957 - Ghana får sin uafhængighed fra Storbritannien.
- 1957 - Israel afslutter sin tilbagetrækning fra Sinai.
- 1964 - 23-årige prins Konstantin udråbes til hellenernes konge efter faderens død.
- 1975 - Iran og Irak offentliggør, at de har løst deres grænseuoverensstemmelser.
- 1980 - A.P. Møller og Hustru Chastine McKinney Møllers Fond til Almene Formaal køber Larsens Plads over for Amalienborg og forærer den til kommunen til parkområde.
- 1982 - Voldsomme kampe mellem politiet og slumstormere på Vesterbro, da de besatte det nedlagte Mekanisk Musikmuseum.
- 1985 - Yul Brynners optræden nummer 4.500 i The King and I.
- 1989 - Støttekomiteen for Tibet blev oprettet.
- 1998 - Poul Nyrup Rasmussen oplyser, at han vil indføre en efterlønsgaranti for alle, når de fylder 60 år.
- 2000 - Unibank fusionerer med svensk-finske MeritaNordbanken og bliver til Nordea.
- 2007 - Nedrivningen af Ungdomshuset på Nørrebro i København færdiggøres.

### Født
- 1475 - Michelangelo, italiensk billedhugger (død 1564).
- 1619 - Cyrano de Bergerac, fransk soldat og digter (død 1655).
- 1806 - Elizabeth Barrett Browning, engelsk digter (død 1861).
- 1858 - Gustav Wied, dansk forfatter og satiriker (død 1914).
- 1897 - Knudåge Riisager, dansk komponist (død 1974).
- 1910 - Ejler Bille, dansk billedkunstner (død 2004).
- 1917 - Will Eisner, amerikansk tegneserieskaber (død 2005).
- 1926 - Alan Greenspan, amerikansk økonom.
- 1926   - Andrzej Wajda, polsk filminstruktør (død 2016).
- 1928 - Gabriel García Márquez, colombiansk forfatter og modtager af Nobelprisen i litteratur (død 2014).
- 1932 - Bronisław Geremek, polsk forfatter (død 2008).
- 1937 - Valentina Tereshkova, sovjetisk kosmonaut.
- 1941 - Palle Mikkelborg, dansk musiker, komponist og dirigent.
- 1944 - Kiri Te Kanawa, newzealandsk sopran.
- 1945 - Trille, dansk sanger og sangskriver.
- 1946 - David Gilmour, engelsk musiker i Pink Floyd.
- 1947 - Dick Fosbury, amerikansk atlet.
- 1953 - Jan Kjærstad, norsk forfatter.
- 1957 - Ida Dwinger, dansk skuespiller.
- 1962 - Jan Bartram, dansk fodboldspiller.
- 1967 - Jakob Friis-Hansen, dansk fodboldspiller.
- 1968 - Moira Kelly, Amerikansk skuespiller.
- 1969 - Thomas Kluge, dansk billedkunstner.
- 1972 - Al Agami, dansk rapper.
- 1972   - Shaquille O'Neal, amerikansk basketballspiller.

### Dødsfald
- 1836 - Davy Crockett, amerikansk soldat, pioner, pelsjæger og politiker (født 1786) - død i slaget ved Alamo.
- 1842 - Constanze Mozart, Mozarts hustru (født 1762).
- 1874 - Grevinde Danner, enke efter Frederik 7. (født 1815).
- 1900 - Gottlieb Daimler, tysk ingeniør og opfinder (født 1834).
- 1923 - Marcus Rubin, dansk statistiker, historiker og nationalbankdirektør (født 1854).
- 1932 - John Philip Sousa, amerikansk komponist, orkesterleder og dirigent (født 1854).
- 1941 - Gutzon Borglum, amerikansk billedkunstner (født 1867).
- 1949 - Storm P, dansk forfatter, tegner og maler (født 1882).
- 1961 - George Formby, engelsk sanger, komiker og skuespiller (født 1904).
- 1965 - Margaret Dumont, amerikansk skuespiller (født 1889).
- 1967 - Nelson Eddy, amerikansk sanger og skuespiller (født 1901).
- 1967   - Zoltán Kodály, ungarsk komponist og musikforsker (født 1882).
- 1973 - Pearl S. Buck, amerikansk forfatter og modtager af Nobelprisen i litteratur (født 1892).
- 1982 - Ayn Rand, russisk-amerikansk forfatter (født 1905).
- 1983 - Donald Maclean, britisk spion (født 1913).
- 1986 - Georgia O'Keeffe, amerikansk billedkunstner (født 1887).
- 1994 - Melina Mercouri, græsk skuespiller og politiker (født 1920).
- 2005 - Hans Albrecht Bethe, tysk-amerikansk fysiker og modtager af Nobelprisen i fysik (født 1906).
- 2016 - Nancy Reagan, tidligere amerikansk førstedame og enke til Ronald Reagan (født 1921).

|  | Denne datoartikel kan blive bedre, hvis der indsættes et (bedre) billede Du kan hjælpe ved at afsøge Wikimedia Commons for et passende billede eller uploade et godt billede til Wikimedia Commons iht. de tilladte licenser og indsætte det i artiklen. |